# Цзюхуашань
Цзюхуашань (кит.: 九華山) — одна з чотирьох священних гір китайского буддизму, розташована в повіті Циньян міського округу Чичжоу провінції Аньхой.
Розташована на території національного парку Цзюхуашань.

## Історія
За часів династії Хань гори Цзюхуашань носили назву Ліньян. Відповідно до легенди Лі Бо, знаменитий поет династії Тан, подорожуючи в цих краях, написав «Є два види магії, а гори відкривають дев'ять принад» (妙有分二气，灵山开九华), що і послужило основою для назви Цзюхуашань.
Разом з горами Утайшань, Емейшань і Путошань Цзюхуашань входить до четвірки гір, священних для китайських буддистів.
У зв'язку з тим, що цей район знаходиться в стороні від основних туристських маршрутів, він набагато менше відвідуваний некитайськими туристами у порівнянні з іншими священними горами.

## Ресурси Інтернету
- Вікісховище має мультимедійні дані за темою: Цзюхуашань
- Огляд
- Фотографії
- Історія (рос.)
- Історія (англ.)

| Прапор КНР | Це незавершена стаття про КНР. Ви можете допомогти проєкту, виправивши або дописавши її. |